# Демьяновка (станция, Амурская область)
Демья́новка — станция (населённый пункт) в Завитинском районе Амурской области России. Входит в состав Иннокентьевского сельсовета.

## География
Станция Демьяновка расположена на линии Завитая — Поярково ЗабЖД, в 27 км к югу от районного центра города Завитинск.
В 5 км западнее станции проходит автотрасса Завитинск — Поярково, находятся сёла Иннокентьевка (административный центр Иннокентьевского сельсовета), Ивановка и Демьяновка.
В 3 км восточнее станции проходит автотрасса Завитинск — Преображеновка — Подоловка, находятся сёла Куприяновка и Фёдоровка.

## Население
| 2002 | 2010 | 2012 | 2013 | 2014 | 2015 | 2016 |
| ---- | ---- | ---- | ---- | ---- | ---- | ---- |
| 10   | ↘0   | →0   | →0   | →0   | →0   | →0   |
| 2017 | 2018 |      |      |      |      |      |
| →0   | →0   |      |      |      |      |      |

## Инфраструктура
- Станция Забайкальской железной дороги.